# Jon Larrinaga Muguruza
Jon Larrinaga Muguruza (Amurrio, 20 de novembre de 1990) és un ciclista basc, professional des del 2013 i actualment a l'equip amateur GSC Blagnac Vélo Sport 31.

## Palmarès
- 2013
  - 1r al Tour de Gironda i vencedor d'una etapa
  - Vencedor d'una etapa al Trofeu Joaquim Agostinho